# Live at London Astoria 16.07.08
Live at London Astoria 16.07.08 es el primer álbum en vivo de la banda inglesa Ladytron, grabado durante su gira Velocifero Tour y publicado en 2009. Harm Schopman y James Gebhard grabaron el disco y Daniel Woodwood lo mezcló en los estudios Whitewood. Jim Gebhard fue el ingeniero de sonido, mientras que Cobraside Records lo lanzó junto con la banda.

## Lista de canciones
1. «Black Cat» – 5:02
2. «Runaway» – 4:48
3. «High Rise» – 5:12
4. «Ghosts» – 4:15
5. «Seventeen» – 4:48
6. «I'm Not Scared» – 3:52
7. «True Mathematics» – 2:40
8. «Season of Illusions» – 4:06
9. «Soft Power» – 5:21
10. «Playgirl» – 4:00
11. «International Dateline» – 4:32
12. «Predict the Day» – 4:39
13. «Fighting in Built Up Areas» – 4:43
14. «Discotraxx» – 4:06
15. «Last One Standing» – 3:19
16. «Applause Break» – 1:25
17. «Kletva» – 2:42
18. «Burning Up» – 4:24
19. «Destroy Everything You Touch» – 5:40

- Fuentes:[1][4][6]